# 廣梁郡
廣梁郡，中國南朝梁時設置的郡，後改為陳留郡。

## 沿革
梁敬帝紹泰二年（556年），分吳興郡故鄣、廣德二縣置廣梁郡，治故鄣（今浙江省安吉縣西北），屬楊州。陳武帝永定二年（558年），改廣梁郡為陳留郡。
隋文帝開皇九年（589年），滅南朝陳，廢陳留郡及其領縣入綏安縣，直屬宣州。

## 太守
- 陳詳，字文幾，吳興長城人，梁敬帝紹泰二年（556年）至陳武帝永定二年（558年）在任。[1]
- 張遂，陳文帝天嘉三年（562年）戰死。[4]